# Patrick Gallagher
Patrick Gallagher (* 21. února 1968) je kanadský herec.

## Životopis
Jeho nejznámějšími seriálovými rolemi jsou Det. Joe Finn v Da Vinciho případy, prodavač alkoholu v seriálu Vincentův svět, Leon v The Line, Farhod the Fierce v Pair of Kings a Ken Tanaka v Glee. Jeho známé filmové role jsou Awkward Davies v Master & Commander: Odvrácená strana světa a Gary ve filmu Bokovka.
Gallagher si také zahrál Attilu v Noci v muzeu, Chowa v True Blood, Andersona ve filmu Stíny z lesa a objevil se v jedné epizodě seriálu Battlestar Galactica. Také se objevil ve 3. sérii seriálu Smallville. Zahrál si také v páté epizodě první série Hawaii Five-0.

## Osobní život
Má čínský a irský původ.